# Государственная академия художеств Армении
Государственная академия художеств Армении (ГАХА, арм. Հայաստանի գեղարվեստի պետական ակադեմիա, англ. SAFAA) — высшее учебное заведение в Ереване (Армения), по подготовке профессиональных специалистов в областях — изобразительного, монументального и декоративно-прикладного искусства, дизайна, искусствоведения и артменеджмента..

Основана в 1945 году как Ереванский художественный институт, который в 1953 году был объединён с Ереванским театральным институтом и действовал в составе новообразованного Ереванского художественно-театрального института по 1994 год. С 1994 года, после разделения Ереванского государственного художественно-театрального института на — Ереванский государственный институт театрального искусства (ныне Ереванский государственный институт театра и кино) и Ереванскую государственную художественную академию , приобретает самостоятельность и действует по настоящее время.
В 2017 году Ереванская Государственная Художественная Академия переименовалась в Государственную академию художеств Армении.

## История

### Основание Художественного института
В начале 1940-х годов в среде художников и деятелей искусства стала обсуждаться идея создания в Ереване Высшего художественного учебного заведения.
Известный скульптор Ара Саргсян и патриарх армянской живописи Мартирос Сарьян неоднократно отправляются Москву для проведения переговоров с соответствующими руководящими органами. В итоге, весной 1944 года, они получают согласие соответствующего органа СССР об открытии Художественного института, который впоследствии утверждается со стороны Центрального Комитета и Наркома Армении. «В истории армянского народа эта мечта впервые становится реальностью… Это история», — пишет Ара Саргсян в письме к Мартиросу Сарьяну.
Летом 1945 года проходят первые вступительные экзамены. Ара Саргсян назначается на должность первого ректора института.
Поначалу были открыты два факультета: масляная живопись (живопись) и скульптура, руководителями которых являлись Мартирос Сарьян и Ара Саргсян. На двух факультетах действовали кафедры живописи, скульптуры, графики, рисунка, теории и истории искусства, основателями которых являлись Габриэл Гюрджян, Ара Саргсян, Акоп Коджоян, Врамшапуг Шакарян и Егишэ Мартикян. Им содействовали как уже получившие в Армении известность мастера, так и молодые художники — Сурен Степанян, Аарон Худавердян, Арарат Гарибян, Рубен Драмбян, Григор Ааронян, Эдуард Исабекян, Ара Бекарян, Амаяк Аветисян, Мгер Абегян, Арпеник Налбандян, Ваан Арутюнян, Карапет Мецатурян, Эдда Абраамян, Тереза Мирзоян.

### Художественно-театральный институт
В 1952 году, по приказу Союза Министров СССР, Художественный и Театральный институты были административно объединены и переместились в здание старой школы на улице Исаакяна, 36. Новый, Художественно-театральный институт преобразовался в два факультета: художественного и театрального, со своими основными отделениями.
Основными событиями 1950—1960-х годов было открытие факультета керамики (1955 г., основоположником и руководителем которого являлась известный мастер прикладного искусства Рипсимэ Симонян), участие в выставке дипломных работ художественных вузов союзных республик, организующихся в Москве (1956 г.), открытие отделений художествественной пряжи и ковроткачества, ювелирного искусства и народных ремесел (1961 г.), а также открытие кафедры новой для Армении специальности — дизайна (1963), первым руководителем которой был главный художник Ереванского Театра Оперы и Балета — Ашот Мирзоян.
В начале 1980-х годов на кафедрах живописи и скульптуры открываются мастерские, каждой из которых руководил известный деятель искусства старшего поколения. Первыми руководителями в отделении живописи были Эдуард Исабекян и Ара Бекарян, а с 1984 года и Анатолий Папян. В отделении скульптуры творили такие мастера, как Тереза Мирзоян, Сергей Багдасарян, Ара Арутюнян; имена, которые создали колорит, оставили след в истории вуза и своей творческой деятельностью создали ту среду, где формировалось художественное мышление следующих поколений творческих людей. Ещё одним приобретением было создание в 1980-е годы отделения теории и истории искусства (при факультете изобразительного искусства), преподавать в которое были приглашены известные в республике искусствоведы, археологи, архитекторы и историки. Зав. кафедрой был Егише Мартикян, 1972—1977 гг. Ваан Арутюнян. С 2013 г. в академии действует единая кафедра искусствоведения и гуманитарных наук во главе с Вигеном Казарян.

### Художественный институт
С установлением независимости в Армении и в связи с насущными требованиями времени и нового политического порядка, в 1994 году принимается правительственное решение о разделении Ереванского государственного художественно-театрального института на два самостоятельно действующих вуза — Ереванский государственный институт театрального искусства (в 1999 году переименован в Ереванский государственный институт театра и кино) и Ереванскую государственную художественную академию.
В 1994 году Художественный и Театральный институты стали самостоятельными единицами. Художественный остался в здании на улице Исаакяна. Ректором нового института стал проректор Художественно-театрального института Арам Исабекян.
В качестве ректора Арам Исабекян проявил исключительные организаторские способности. Правильно и четко понимая веяния времени, применяя гибкую тактику, он смог в кратчайший срок вывести вуз из кризисного состояния и перейти к конструктивным изменениям, намечая новые перспективы развития.
В 1997 году с большим трудом был приобретен новый корпус рядом с основным. После надлежащего ремонта, он был предоставлен факультету дизайна и декоративно-прикладного искусства.

В 1997 году был открыт филиал в Гюмри, а в 1999 году в Дилижане.

Начиная с 1999 года Художественный институт получил возможность подготовки аспирантов.

### Ереванская государственная художественная академия
В 2000 году после долгих лет огромной кропотливой работы, преодолев большие трудности, решением правительства РА, Художественный институт был переименован в Ереванскую Государственную Художественную Академию. Именно в этом статусе он был включен в Болонский процесс.

Основание в 2001 году выставочного зала Альберт и Товэ Бояджян было необходимо для деятельности Художественного вуза. Оно было осуществлено при содействии ректора Арама Исабекяна и финансовой поддержке благотворителя, американца армянского происхождения Альберта Бояджяна.

В деятельности любого вуза важное место занимает научно — исследовательская работа, благодаря которой преподаватели совмещают педагогическое мастерство с научной деятельностью. Показателем этой работы стал издающийся с 1971 года «Сборник научных трудов», который с 2004 года стал именоваться «Ежегодником», а с 2013 года выходит в свет в новом формате и оформлении под названием «Ежегодник Академии Художеств: искусствоведческие и гуманитарные исследования».
В знак благодарности за большой вклад в дело становления Академии, внесенный именитыми педагогами — искусствоведами, руководимые ими мастерские посмертно были названы их именами: живописи — Эдуарда Исабекяна, Ара Бекаряна и Анатолия Папяна, а скульптуры — именами Ара Саргсяна, Ара Арутюняна и Сергея Багдасаряна. С той же целью для авторов лучших дипломных работ были учреждены именные премии Эдуарда Исабекяна, Ара Саргсяна и Акопа Коджояна.

С 2004—2005 учебного года Академия и её филиалы перешли на систему трехступенчатого высшего образования.

## Структура
В настоящее время Ереванская государственная художественная академия имеет два факультета:
- Изобразительного искусства (декан Эдуард Варданян)
- Дизайна и декоративно-прикладного искусства (декан Аветик Аветисян)

Академия имеет филиалы в городах Армении — Гюмри и Дилижане.

## Факультеты

### Факультет изобразительного искусства
Факультет изобразительного искусства состоит из 4 кафедр:
- Живопись (зав.кафедрой Фараон Мирзоян)
- Скульптура (зав.кафедрой Гетик Багдасарян)
- Графика (зав.кафедрой Абраам Саакян)
- Искусствоведения и гуманитарных наук (зав. кафедрой Виген Казарян)

### Факультет дизайна и декоративно-прикладного искусства
Факультет дизайна и декоративно-прикладного о искусства состоит из 3 кафедр:
- Дизайн и моделирование одежды
- Декоративно-прикладное искусство и компьютерная графика

и 4 специальностей:
- Дизайн,
- Декоративно-прикладное искусство(художественное оформление)
- Художественное проектирование продукции текстильной и лёгкой промышленности,
- Художественное компьютерное проектирование

## Филиалы

### Гюмрийский филиал
Гюмрийский филиал основан в 1997 году в городе Гюмри.
Обучение студентов проводится в отделениях:
- Живопись
- Скульптура
- Графика
- Теории и истории искусства
- Художественное проектирование продукции текстильной и лёгкой промышленности,
- Декоративно-прикладного и народного искусства.

### Дилижанский филиал
Дилижанский филиал основан в 1997 году в городе Дилижан.
Обучение студентов проводится в отделениях:
- Художественное проектирование продукции текстильной и лёгкой промышленности,
- Декоративно-прикладного и народного искусства.

## Обучение
Обучение в вузе ведется по следующим образовательным программам:
- бакалавриат — продолжительность обучения 4 года,
- магистратура — продолжительностью обучения 2 года
- аспирантура — продолжительностью обучения 3 года.

По окончании института выпускникам выдается документ, свидетельствующий о высшем образовании — Государственный диплом. Учебный процесс организуется в специализированных и поточных аудиториях, мастерских, имеются выставочные и демонстрационные залы, программно оснащённые и технически оборудованные учебные классы, которые систематически обновляются и пополняются. Подписаны договора культурного обмена и обмена студентами с соответствующими учреждениями из Франции, Германии, Латвии, Грузии, России и других стран. В настоящее время 15 % — 18 % студентов академии — граждане иностранных государств — Греции, США, Сирии, Ирана, Грузии, Нидерландов, России и этот список систематически пополняется.

## Ректоры
- Ара Саргсян 1945—1959
- Мартин Чарян 1959—1974
- Ваагн Мкртчян 1974—1994
- Арам Исабекян 1994

### Филиалы
- Гарик Манукян (Гюмрийский филиал с 1997)
- Казар Казарян (Дилижанский филиал с 1999)

### Проректоры
- Егише Мартикян 1945—1953
- Сурен Даниелян 1954—1965
- Манук Овсепян 1966—1983
- Романос Саргсян 1984—1985
- Александр Кочарян 1985—1990
- Арам Исабекян 1990—1994
- Светлана Геворкян 1994—2012
- Сусанна Караханян 2012—2014
- Мкртич Айвазян с 2015
- Степан Ездохлян по хоз. части

## Студенческий совет
Важной частью академии является студенческий совет, основанный в 1993 году (председатель Эдуард Аветисян). Деятельность совета направлена на поощрение социальной активности студентов, творческое развитие, содействие отношений с преподавателями, а также обеспечение участие студентов в управлении академией.

## Справка
Список основателей, профессорско-преподавательского состава, а также выпускников смотрите на странице Ереванского государственного художественно-театрального института